# Kim Hyun-sik
Kim Hyun-sik (n. 18 februarie 1958, Seul, Coreea de Sud - d. 1 noiembrie 1990, Seul, Coreea de Sud) a fost un muzician sud-coreean, ce a debutat in 1980 cu albumul 봄여름가을겨울. El este recunoscut ca fiind unul dintre cei mai notabili cântăreți ai anilor 1980 în Coreea. Kim a lansat 5 albume în timpul vieții sale, cel de al șaselea fiind post-mortem, lansat la scurt timp dupa moartea sa din cauza cirozei, în 1990. Cu acest ultim album, el a câștigat în 1991 premiul Disc Daesang (Albumul anului).

## Biografie
Kim Hyun-sik s-a născut pe 18 februarie 1958 (unele surse, precum Naver, spun că ar fi fost născut pe 30 decembrie 1957 sau 7 ianuarie 1958), în cartierul Inhyeon-dong din Seul. În 1974, a abandonat liceul pentru a-și începe cariera muzicală, promovând examenul de calificare coreeană, un an mai târziu. El a început să lucreze la primul său album împreună cu Jang-hee Lee, dar din cauza plecării bruște a lui Lee în America și a arestării lui Kim din pricina consumului de marijuana, debutul său a fost amânat până în mai 1980. Albumul 봄여름가을겨울 (Primăvară, Vară, Toamnă, Iarnă), scos la Seorabul Records, a fost un eșec, acesta fiind un motiv pentru care Kim Hyun-sik a ramas in mare parte a carierei sale pe scena underground a muzicii coreene. 
După ce afacerea sa (o pizzerie deschisă împreună cu soția lui în 1983) a dat faliment, el s-a reîntors înapoi în studio pentru a înregistra următorul album, 사랑했어요 (Te-am iubit). Lansat în septembrie 1984, albumul a devenit un adevărat succes, acesta stabilizându-i cariera de cântăreț. În această perioadă, devine solistul a câtorva trupe, precum 동방의 빛 (Lumina din Est), 검은 나비 (Fluturele Negru) și 메신저스 (Mesagerii), totodată ajungând cunoscut ca fiind "cântărețul neînfățișat", deoarece nu avea apariții la televiziune.
Nesatisfăcut de instrumentiștii de pe primele sale albume, Kim decide să-și înființeze propria trupa, SSaW (Spring Summer Autumn Winter, numele primului sau LP), împreună cu Kim Jong-jin, Jeon Tae-guan, Jang Gi-ho și Yoo Jae-ha. În acest timp, familia sa a început să trăiască separat de el. Albumul 비처럼 음악처럼 (Precum Ploaia, Precum Muzica) a vândut peste 300,000 de bucăți, devenind rapid un hit. Din nefericire, în această perioadă, prietenul și fostul său coleg din SSaW, Yoo Jae-ha, moare într-un accident de mașină pe 1 noiembrie 1987; iar la ceva timp dupa asta, este iarăși arestat din pricina consumului de canabis. Trei luni mai târziu, ține un concert pentru fanii lui, în care se prezintă tuns scurt pentru a-și arăta scuzele față de ei. Pentru el, acesta rămâne cel mai memorabil concert al său. 
În septembrie 1988, iese pe piață cel de al patrulea album al său, cunoscut sub numele 언제나 그대 내곁에 (Mereu, tu ești lângă mine), ce conține melodii despre dependența sa cu alcoolul, dar și un cover a unei melodii Yoo Jae-ha. Cu acest album, el câștigă în același an Premiul Discul de Aur 일간스포츠. Din cauza abuzului de băuturi alcoolice, ajunge să fie spitalizat frecvent. În 1989, participă la producerea celui de al doilea album Shinchon Blues, înregistrând o melodie cu ei. Totodată, în același an, înregistrează soundtrack-ul filmului 비오는 날 수채화 (Pictură în acuarelă într-o zi ploioasă) împreună cu Kwon In-ha și Kang In-won. 
Al cincilea album, ultimul pe care l-a mai lansat în timpul vieții sale, a fost lansat în martie 1990. Continuă până la finalul vieții să cânte, de multe ori fugind din spital pentru a înregistra; iar până în iulie 1990, deși grav bolnav de ciroză, are turnee în toată Coreea de Sud, acestea finalizându-se cu o apariție la televiziune pe 14 iulie, împreună cu Shinchon Blues.
Moare pe 1 noiembrie 1990, în apartamentul său din Seul, la vârsta de 32 de ani. Două luni mai târziu, ultimul său album, 내사랑 내곁에 (Iubirea mea, lângă mine), este lansat post-mortem.

## Discografie
- 봄여름가을겨울 1집 (Primăvară, Vară, Toamnă, Iarnă) - Seorabul Records, 1980
- 사랑했어요 2집 (Te-am iubit) - TGR, 1984
- 비처럼 음악처럼 3집 (Precum Ploaia, Precum Muzica) - Seorabul Records, 1986
- 김현식 VOL. 4  (Kim Hyun-sik volumul 4) - Seorabul Records, 1988
- KIM HYUN SIK 5 - Seorabul Records, 1990
- KIM HYUN SIK VOL. 6 (Kim Hyun-sik volumul 6) - Seorabul Records, 1991
- Self Portrait (Autoportret) - Yejeon Media, 1996